# پیت رویاکرس
پیت رویاکرس (هلندی: Piet Rooijakkers؛ زادهٔ ۱۶ اوت ۱۹۸۰) دوچرخه‌سوار اهل هلند است.